# Brjuchowytschi
Brjuchowytschi (ukrainisch Брюховичі; russisch Брюховичи/Brjuchowitschi, polnisch Brzuchowice) ist eine Siedlung städtischen Typs im Rajon Lwiw der Oblast Lwiw im Westen der Ukraine etwa 7 Kilometer nördlich der Oblasthauptstadt Lemberg gelegen.

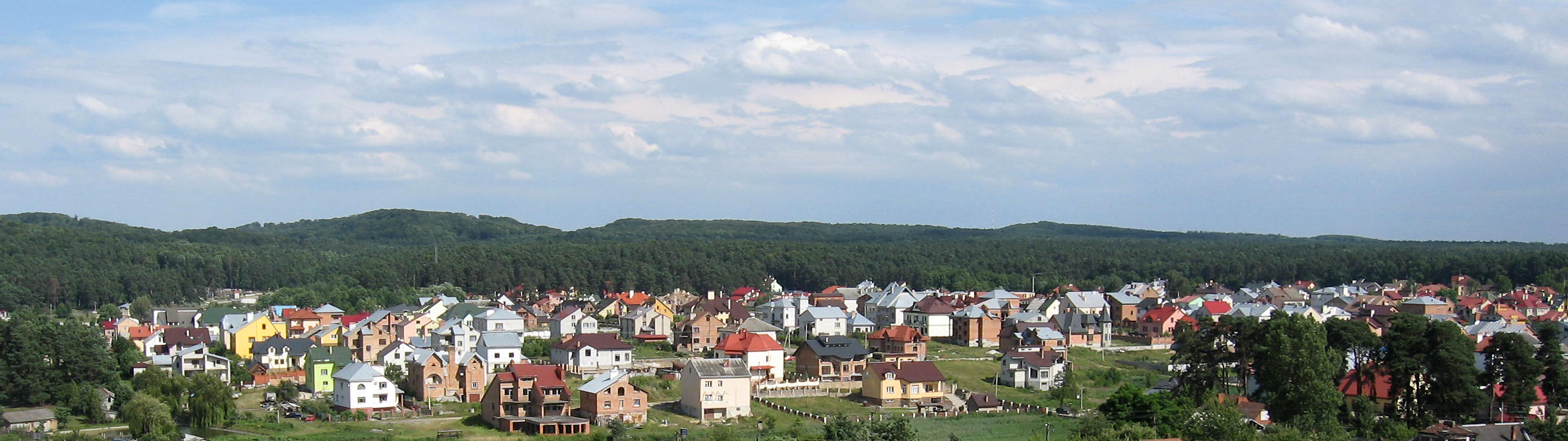
Blick auf den Ort

Der Ort wurde 1444 zum ersten Mal schriftlich erwähnt, lag damals als Teil der Adelsrepublik Polen in der Woiwodschaft Ruthenien und gehörte danach von 1774 bis 1918 als Brzuchowice zum österreichischen Galizien. 1887 bekam der Ort einen Eisenbahnanschluss durch den Bau eines Bahnhofs an der heutigen Bahnstrecke Lwiw–Hrebenne.
Nach dem Ende des Ersten Weltkrieges kam der Ort zu Polen (in die Woiwodschaft Lwów), wurde im Zweiten Weltkrieg kurzzeitig von der Sowjetunion und dann bis 1944 von Deutschland besetzt.
Nach dem Ende des Zweiten Weltkrieges wurde der Ort der Sowjetunion zugeschlagen, dort kam die Stadt zur Ukrainischen SSR und ist seit 1991 ein Teil der heutigen Ukraine. Bereits während der kurzzeitigen Besetzung durch die Sowjetunion während des Zweiten Weltkrieges wurde dem Ort 1940 der Status einer Siedlung städtischen Typs zugesprochen. Zwischen 1946 und 1957 war der Ort auch das Zentrum des gleichnamigen Rajons Brjuchowytschi.